# ジャズの日
ジャズの日（ジャズのひ）は、日本で JAZZ DAY実行委員会が制定した記念日である。毎年1月22日。

## 概要
東京都内の老舗ジャズクラブ「バードランド」「サテンドール」「オールオブミークラブ」のオーナーらによる「JAZZ DAY実行委員会」が2001年から実施。
JAZZの"JA"が"January"(1月)の先頭2文字であり、"ZZ"が"22"に似ていることから。

## イベント
ジャズのファン層の裾野を広げるために、ライブコンサートなど様々なPR活動が行われる。
- 2001年1月22日
日比谷公会堂で“JAZZ DAY”制定記念コンサートを開催
全国各地の賛同ライブハウスを中心とした記念連動ライブ
- 2002年1月22日
日比谷公会堂で第2回“JAZZ DAY”制定記念コンサートを開催
全国各地の賛同ライブハウスを中心とした記念連動ライブ
インターネットによるJAZZ DAYコンサートのストリーミング中継
5月24日、10月22日、東京尚美学園で、“Fresh Vocal Night ”開催
- 2003年1月22日
日比谷公会堂で第3回“JAZZ DAY”制定記念コンサート（2部構成）を開催
東北地区盛岡での1月22日同日連動JAZZ DAYコンサート開催及び1週間連日で東北地区主要都市をキャラバンライブ展開（1月20日～1月28日）
関東地区埼玉主要都市でJAZZ DAYウィークライブ開催（1月13日～1月25日）
全国各地の賛同ライブハウスを中心とした記念連動ライブ
東京尚美学園で、“Fresh Vocal Night ”開催
- 2004年1月22日
日比谷公会堂で第4回“JAZZ DAY”制定記念コンサートを開催
賛同ライブハウスを中心に日本最大級のJAZZラリ－を開催
全国各地の賛同ライブハウスを中心とした記念連動ライブ
- 2005年1月22日
日比谷公会堂で第5回“JAZZ DAY”制定記念コンサートを開催
新企画「ヴォーカルコンテスト」、「アマチュアステージ」を新設
ジャズファンド＜WE　LOVE　JAZZ＞を設立
2005年5月、六本木バードランドで、初のJAZZ DAY会員の集い開催
全国各地の賛同ライブハウスを中心とした記念連動ライブ